# Археологічний музей Дурреса
Археологічний музей Дурреса (серб. Muzeu Arkeologjik i Durrësit) розташований на «Набережній Тавлантії» у м. Дуррес та є важливою культурною установою Албанії.

## Історія створення
Робота над створенням музею під початковою назвою «Археологічний парк» була розпочата відомим албанським археологом Вангелом Точі. Музей був відкритий у березні 1951 року.
Від початку роботи працівники музею збирали, систематизували та вивчали артефакти, знайдені в районі Дурреса.
Музей неодноразово змінював своє місце розташування. У 2002 році переїхав до нової, більш сучасної будівлі.

## Експозиції
Музейний фонд налічує понад 2000 експонатів, які охоплюють періоди:
- Доісторичний (серед артефактів бронзові лопати та кам’яні наконечники молотів);
- Елліністичний (фрагменти, які представляють богиню Артеміду);
- Римський (представлений монетами, амфорами, корабельними якорями)[6].

У листопаді 2019 року музей був пошкоджений землетрусом та з того часу перебуває на реконструкції у рамках проекту «EU4Culture».